# Everybody's Doin' the Hustle & Dead on the Double Bump
Everybody's Doin' the Hustle & Dead on the Double Bump è il quarantaquattresimo album in studio del cantante statunitense James Brown, pubblicato nel 1975.

## Tracce
1. Hustle!!! (Dead On It) – 5:01
2. Papa's Got a Brand New Bag – 5:33
3. Your Love – 4:09
4. Turn On the Heat and Build Some Fire – 6:08
5. Superbad, Superslick – 6:49
6. Calm & Cool – 5:48
7. Kansas City – 7:47